# فاینانس اند کردیت
فاینانس اند کردیت (انگلیسی: Finance and Credit) شرکت خدمات مالی و سرمایه‌گذاری اوکراینی است، که در سال ۱۹۹۰ تأسیس شد.